# Carl-Ivar Lefwander
Carl-Ivar Lefwander, född 28 augusti 1908 i Lidköping, död 2 september 1988. var en svensk jurist som var lagman i Mölndals tingsrätt från 1971 till 1975.
Lefwander blev juris kandidat vid Stockholms högskola 1932 och genomförde sin tingstjänstgöring 1932–1935 innan han blev fiskal i Göta hovrätt 1935. Han blev hovrättsråd 1950, var häradshövding i Askims och Mölndals domsaga 1967-1970 och var lagman i Mölndals tingsrätt 1971-1975.
Lefwander var son till köpman Ernst Lefwander och hans maka Edla, född Mauritzon. Han var från 1942 gift med Ingrid, fil. mag., född Aurell 1913.